# Bryum skottsbergii
Bryum skottsbergii är en bladmossart som beskrevs av Jules Cardot och Brotherus 1923. Bryum skottsbergii ingår i släktet bryummossor, och familjen Bryaceae. Inga underarter finns listade i Catalogue of Life.